# Esferas celestes

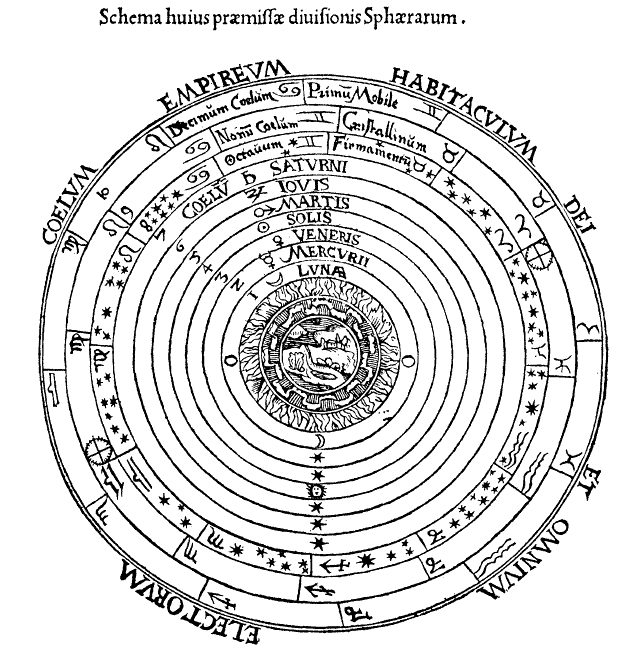
Esferas celestes geocéntricas en la Cosmographia de Pedro Apiano (Amberes, 1539).

Las esferas celestes, u orbes celestes, eran las entidades fundamentales de los modelos cosmológicos desarrollados por Platón, Eudoxo, Aristóteles, Ptolomeo, Copérnico y otros. En estos modelos celestes, los movimientos aparentes de las estrellas fijas y de los planetas se explicaban tratándolos como objetos incrustados en unas esferas giratorias, hechas de un etéreo quinto elemento transparente (quintaesencia), como joyas fijadas en orbes. Puesto que se creía que las estrellas fijas no cambiaban de posición entre sí, se argumentaba que debían estar en la superficie de una sola esfera estrellada.
En el pensamiento moderno, las órbitas de los planetas se ven como las trayectorias de esos planetas a través del espacio vacío. Los pensadores antiguos y medievales, sin embargo, consideraban que los orbes celestiales eran esferas gruesas de materia enrarecida anidadas una dentro de la otra, cada una en el contacto completo con la esfera superior y la esfera inferior. Cuando los eruditos aplicaban los epiciclos de Ptolomeo, suponían que cada esfera planetaria era exactamente lo suficientemente gruesa para acomodarlos. Al combinar este modelo de esferas anidadas con observaciones astronómicas, los antiguos astrónomos calcularon los que se convertirían en valores generalmente aceptados en ese momento para las distancias al Sol (unos 4 millones de millas), a los otros planetas y al borde del universo (alrededor de 73 millones de millas). Las distancias del modelo de esferas anidadas al Sol y los planetas difieren significativamente de las mediciones modernas, y el tamaño del universo ahora se sabe que es inconcebiblemente grande y posiblemente infinito.
Según Albert Van Helden, desde el año 1250 hasta el siglo XVII, prácticamente todos los europeos educados estaban familiarizados con el modelo ptolemaico de «esferas anidadas y con las dimensiones cósmicas derivadas de ellas». Incluso después de la adopción del modelo heliocéntrico del universo de Copérnico se introdujeron nuevas versiones de la teoría de las esferas celestes, con el Sol en el centro y las esferas planetarias siguiendo la secuencia: Mercurio, Venus, Tierra-Luna, Marte, Júpiter y Saturno.
La creencia tradicional en la teoría de las esferas celestiales no sobrevivió a la Revolución científica. A principios del siglo XVII, Kepler continuaba hablando de esferas celestes, aunque no consideraba que los planetas fueran portados por las esferas, sostenía que se movían en los caminos elípticos descritos por sus leyes del movimiento planetario. A finales del siglo XVII, las teorías griegas y medievales sobre el movimiento de los objetos terrestres y celestes fueron reemplazadas por la ley de Newton de la gravitación universal y la mecánica newtoniana, que explicaban cómo las leyes de Kepler surgen de la atracción gravitacional entre los cuerpos.

## Historia

### Ideas iniciales acerca de esferas y círculos
En la Antigua Grecia los conceptos de esferas celestes y anillos aparecieron por primera vez en la cosmología de Anaximandro en el siglo VI a. C. En su cosmología tanto el Sol como la Luna eran respiraderos circulares abiertos en anillos tubulares de fuego encerrados en tubos de aire condensado; estos anillos constituyen las llantas de las ruedas giratorias que giran sobre la Tierra en su centro. Las estrellas fijas son también aberturas abiertas en tales llantas, pero hay tantas ruedas para las estrellas que sus aros contiguos forman juntos una cáscara esférica continua que abarca la Tierra. Todas estas llantas habían sido originalmente formadas a partir de una esfera original de fuego que abarcaba completamente la Tierra, que se había desintegrado en muchos anillos individuales. Por lo tanto, en la cosmogonía de Anaximandro, en el principio era la esfera, de la cual se formaron los anillos celestiales, de algunos de los cuales la esfera estelar fue compuesta a su vez. Visto desde la Tierra, el anillo del Sol era el más alto, el de la Luna estaba más abajo y la esfera de las estrellas era la más baja.
Siguiendo a Anaximandro, su discípulo Anaxímenes (c. 585-528/4) sostuvo que las estrellas, el Sol, la Luna y los planetas estaban hechos de fuego. Pero mientras que las estrellas estaban sujetas en una esfera cristalina giratoria como clavos o botones, el Sol, la Luna y los planetas, y también la Tierra, simplemente flotaban en el aire como hojas por su envergadura. Y mientras que las estrellas fijas eran movidas alrededor en un círculo completo por la esfera estelar, el Sol, la Luna y los planetas no giraban bajo la Tierra entre la puesta y el nacimiento como hacen las estrellas, sino más bien en la puesta van lateralmente alrededor de la Tierra como un casquillo que da vueltas alrededor de la cabeza hasta que se levantan otra vez. Y a diferencia de Anaximandro, relegó a las estrellas fijas a la región más distante de la Tierra. La característica más duradera del cosmos de Anaxímenes fue su concepción de que las estrellas estaban fijadas en una esfera de cristal como en un marco rígido, que se convirtió en un principio fundamental de la cosmología hasta Copérnico y Kepler.
Después de Anaxímenes, Pitágoras, Jenófanes y Parménides sostuvieron que el universo era esférico. Y mucho más tarde, en el siglo IV a. C., el Timeo de Platón propuso que el cuerpo del cosmos estaba hecho de la manera más perfecta y uniforme, la de una esfera que contenía las estrellas fijas. Pero postulaba que los planetas eran cuerpos esféricos colocados en bandas giratorias o anillos en lugar de llantas como en la cosmología de Anaximandro.

### Surgimiento de las esferas planetarias
En lugar de bandas, Eudoxo, el alumno de Platón, desarrolló un modelo planetario usando esferas concéntricas para todos los planetas, con tres esferas cada una para sus modelos de la Luna y el Sol y cuatro para los modelos de los otros cinco planetas, habiendo así 26 esferas en total. Calipo modificó este sistema, usando cinco esferas para sus modelos del Sol, Luna, Mercurio, Venus y Marte y reteniendo cuatro esferas para los modelos de Júpiter y Saturno, con 33 esferas en total. Cada planeta estaba unido al más íntimo de su propio conjunto particular de esferas. Aunque los modelos de Eudoxo y Calipo califican cualitativamente las características principales del movimiento de los planetas, no explican exactamente estos movimientos y por lo tanto no pueden proporcionar predicciones cuantitativas. Aunque los historiadores de la ciencia griega han considerado tradicionalmente estos modelos como representaciones meramente geométricas, estudios recientes han propuesto que también estaban destinados a ser físicamente reales, o sin pronunciarse, han señalado las limitadas pruebas para resolver la cuestión.
En su Metafísica, Aristóteles desarrolló una cosmología física de esferas, basada en los modelos matemáticos de Eudoxo. En el modelo celeste completamente desarrollado de Aristóteles, la Tierra esférica estaba en el centro del universo y los planetas eran movidos por 47 o 55 esferas interconectadas que formaban un sistema planetario unificado, mientras que en los modelos de Eudoxo y Calipo cada conjunto de esferas del planeta no estaban conectados con los del próximo planeta. Aristóteles dice que el número exacto de esferas, y por lo tanto el número de motores, debe ser determinado por la investigación astronómica, pero añadió esferas adicionales a las propuestas por Eudoxo y Calipo, para contrarrestar el movimiento de las esferas exteriores. Aristóteles consideraba que estas esferas estaban hechas de un quinto elemento inmutable, el éter. Cada una de estas esferas concéntricas era movida por su propio dios —un inmutable e inmóvil movimiento inmóvil, y que mueve su esfera simplemente por el hecho de ser amado por ella.

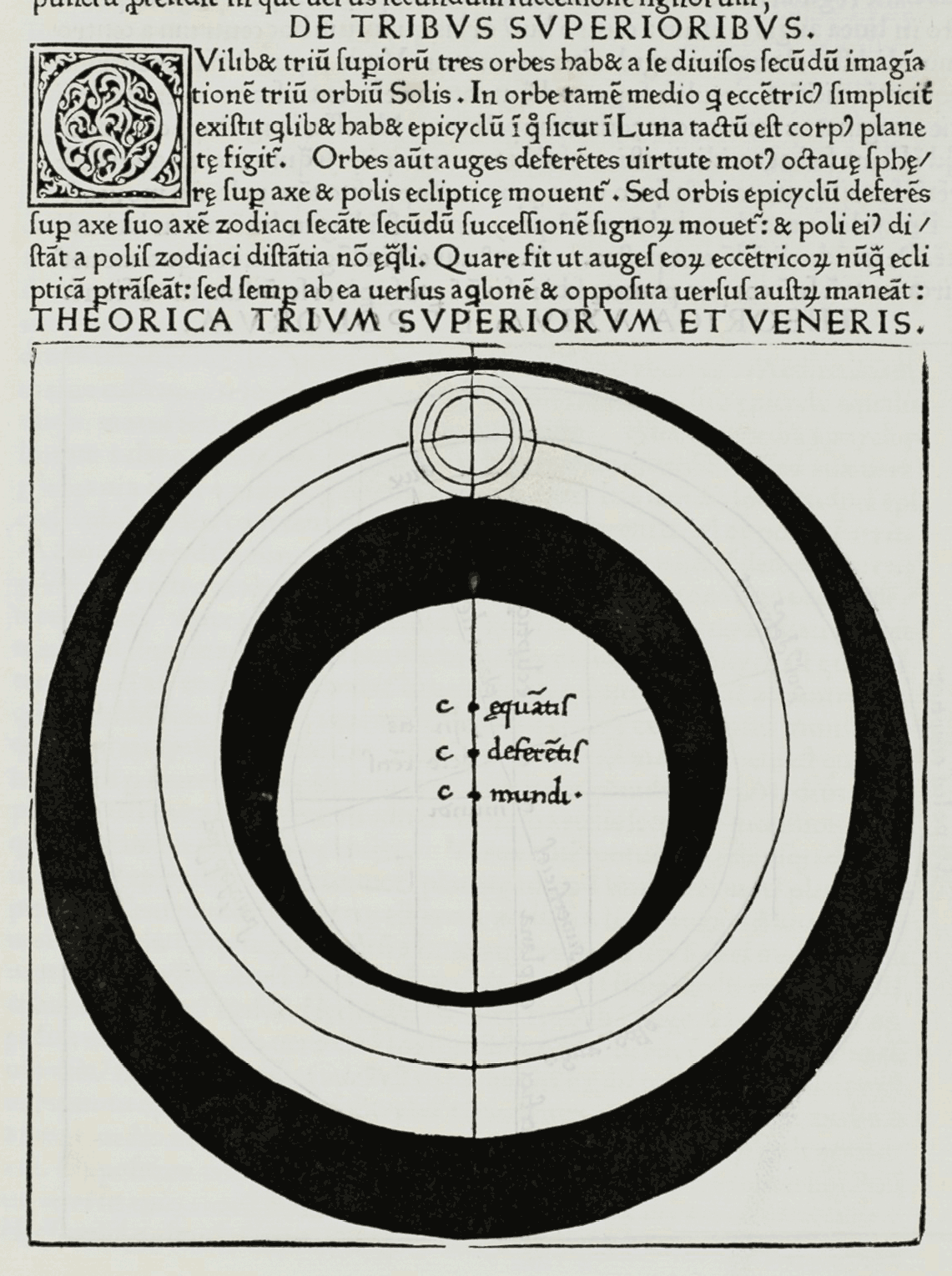
Modelo Ptolemaico de las esferas de Venus, Marte, Júpiter y Saturno con epiciclos, deferentes y ecuantes. Georg von Peuerbach, Theoricae novae planetarum, 1474.

En su Almagesto, el astrónomo Claudio Ptolomeo (fl. 150 d. C.) desarrolló modelos geométricos predictivos de los movimientos de las estrellas y los planetas y los extendió a un modelo físico unificado del cosmos en sus Hipótesis Planetarias. Mediante el uso de excéntricos y epiciclos, su modelo geométrico alcanzó mayor detalle matemático y precisión predictiva que los modelos del cosmos esféricos concéntricos que habían sido expuestos anteriormente. En el modelo físico de Ptolomeo, cada planeta estaba contenido en dos o más esferas, pero en el libro segundo de sus Hipótesis Planetarias Ptolomeo describe discos circulares densos en vez de esferas como en su primer libro. Una esfera-disco es la deferente, desde la Tierra; la otra esfera-disco es un epiciclo incrustado en el deferente, con el planeta incrustado en la esfera-disco epicíclico. El modelo de las esferas concéntricas de Ptolomeo proporcionó las dimensiones generales del cosmos, siendo la mayor distancia de Saturno 19 865 veces el radio de la Tierra y la distancia de las estrellas fijas de al menos 20 000 radios de la Tierra.
Las esferas planetarias estaban dispuestas hacia fuera desde la Tierra, esférica y estacionaria en el centro del universo, en este orden: Luna, Mercurio, Venus, Sol, Marte, Júpiter y Saturno. En modelos más detallados, las siete esferas planetarias contenían otras esferas secundarias dentro de ellas. Después de las esferas planetarias se encontraba la esfera estelar que contenía a las estrellas fijas; otros astrónomos añadieron una novena esfera para explicar la precesión de los equinoccios, una décima para dar cuenta de la supuesta trepidación de los equinoccios e incluso una undécima para explicar la oblicuidad cambiante de la eclíptica. En la Antigüedad el orden de los planetas inferiores no era universalmente aceptado: Platón y sus seguidores los ordenaron comenzado con la Luna, el Sol, Mercurio, Venus, y luego siguieron el modelo estándar para las esferas superiores. Pero otros autores no estuvieron de acuerdo con el lugar relativo de las esferas de Mercurio y Venus. Ptolomeo las colocó bajo el Sol con Venus por encima de Mercurio, otros las colocaron por encima del Sol; algunos pensadores medievales, como Alpetragio, colocaron la esfera de Venus sobre el Sol y la de Mercurio debajo.

### Edad Media

#### Debate astronómico

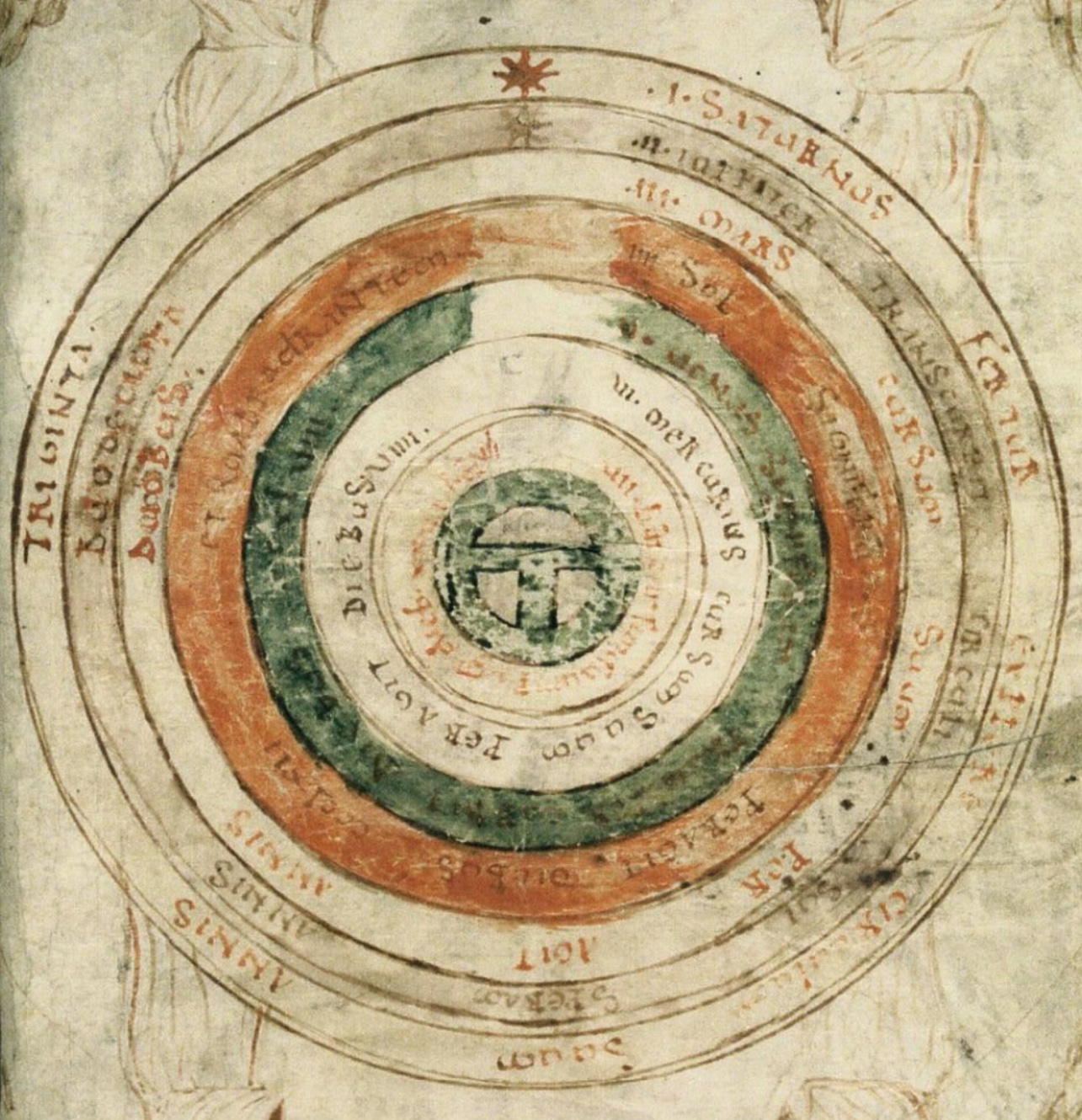
La Tierra dentro de siete esferas celestes, de Beda, De natura rerum, finales del.

Una serie de astrónomos, comenzando con el astrónomo musulmán Al-Farghani, usaron el modelo ptolemaico de esferas anidadas para calcular distancias a las estrellas y a las esferas planetarias. La distancia que ofrece Al-Farghani a las estrellas era 20 110 radios de la Tierra que, en la suposición que el radio de la tierra era 3 250 millas, llegaba a 65 357 500 millas. Una introducción al Almagesto de Ptolomeo, el Tashil al-Majisti, que se cree que fue escrita por Thábit ibn Qurra, presentó pequeñas variaciones de las distancias de Ptolomeo a las esferas celestes. En su zij, Al-Battani presentó cálculos independientes de las distancias a los planetas en el modelo de las esferas anidadas, que pensaba que habían sido calculadas por otros autores después de Ptolomeo. Sus cálculos arrojaron una distancia de 19 000 radios terrestres a las estrellas.
Alrededor del cambio de milenio, el astrónomo árabe y el polímata Ibn al-Haytham (Alhacén) presentó un desarrollo de los modelos epicíclicos geocéntricos de Ptolomeo en términos de esferas anidadas. A pesar de la similitud de este concepto con la de las Hipótesis planetarias de Ptolomeo, la presentación de al-Haytham difiere con suficiente detalle de que se ha argumentado que refleja un desarrollo independiente del concepto. En los capítulos 15-16 de su Libro de Óptica, Ibn al-Haytham también afirma que las esferas celestes no consisten en materia sólida.
Hacia finales del siglo XII, el astrónomo musulmán andalusí al-Bitrūjī (Alpetragio) trató de explicar los complejos movimientos de los planetas sin los epiciclos y excéntricos de Ptolomeo, utilizando un marco aristotélico de esferas puramente concéntricas que se movían con diferentes velocidades de este a oeste. Este modelo era mucho menos preciso como modelo astronómico predictivo, pero fue considerado por los astrónomos y filósofos europeos posteriores.
En el siglo XIII, el astrónomo al-'Urḍi, propuso un cambio radical en el sistema de Ptolomeo de esferas anidadas. En su Kitāb al-Hayáh, recalculó la distancia de los planetas usando parámetros redeterminados. Tomando la distancia del Sol como 1266 radios de la Tierra, se vio obligado a colocar la esfera de Venus por encima de la esfera del Sol; como refinamiento adicional, añadió los diámetros de los planetas al espesor de sus esferas. Como consecuencia, su versión del modelo de esferas anidadas tenía la esfera de las estrellas a una distancia de 140 177 radios de la Tierra.
Al mismo tiempo, los eruditos de las universidades europeas comenzaron a abordar las implicaciones de la redescubierta filosofía de Aristóteles y la astronomía de Ptolomeo. Tanto los eruditos astronómicos como los escritores populares consideraron las implicaciones del modelo de esfera anidada para las dimensiones del universo. El texto astronómico introductorio de Campanus de Novara, Theorica planetarum, usó el modelo de esferas anidadas para calcular las distancias de los diversos planetas con la Tierra, que dio como 22 612 radios terrestres o 73 387 747 100/660 millas. En su Opus Maius, Roger Bacon citó la distancia de Al-Farghani a las estrellas de 20 110 radios terrestres, o 65 357 700 millas, de las cuales calculó que la circunferencia del universo era de 410 818 517 3/7 millas. Evidencias claras de que este modelo se usaba para representar la realidad física son los cálculos encontrados en Opus Maius de Bacon del tiempo necesario para caminar a la Luna. y en el South English Legendary, escrito en inglés medio, de 8000 años para alcanzar el cielo estrellado más alto. La comprensión general de las dimensiones del universo derivadas del modelo de la esfera anidada alcanzó un público más amplio a través de las representaciones en hebreo de Maimónides, en francés de Gautier de Metz y en italiano de Dante Alighieri.

#### Debate filosófico y teológico
Los filósofos se preocuparon menos de tales cálculos matemáticos que de la naturaleza de las esferas celestiales, de su relación con los relatos revelados de la naturaleza creada y de las causas de su movimiento.
Adi Setia describe el debate entre los eruditos islámicos en el siglo XII, basado en el comentario de Fakhr al-Din al-Razi acerca de si las esferas celestes son cuerpos físicos concretos o «meramente los círculos abstractos en los cielos trazados ... por las diversas estrellas y planetas». Setia señala que la mayoría de los eruditos, y los astrónomos, decían que eran esferas sólidas «sobre las que giran las estrellas ... y esta visión está más cerca del aparente sentido de los versos coránicos sobre las órbitas celestes». Sin embargo, al-Razi menciona que algunos, como el erudito islámico Dahhak, los consideraban abstractos. Al-Razi mismo, estaba indeciso, afirmó: «En verdad, no hay manera de averiguar las características de los cielos, excepto por la autoridad [de la revelación divina o de las tradiciones proféticas]». Setia concluye: «Así parece que, para al-Razi (y para otros antes y después de él), los modelos astronómicos, sea cual sea su utilidad o carencia para ordenar los cielos, no se basan en pruebas racionales sólidas, por lo que no se pueden comprometer intelectualmente en cuanto a la descripción y explicación de las realidades celestiales».
Los filósofos cristianos y musulmanes modificaron el sistema de Ptolomeo para incluir una región ultraperiférica inmóvil, el cielo empíreo, que llegó a ser identificado como la morada de Dios y de todos los elegidos. Los cristianos medievales identificaron la esfera de las estrellas con el firmamento bíblico y a veces colocaban una capa de agua invisible sobre el firmamento, para estar de acuerdo con el Génesis. En algunos tratados aparecía una esfera externa, habitada por ángeles.
Edward Grant, un historiador de la ciencia, ha proporcionado evidencias de que los filósofos escolásticos medievales generalmente consideraban las esferas celestiales sólidas en el sentido de tridimensionales o continuas, pero la mayoría no las consideraba sólidas en el sentido de duras. El consenso era que las esferas celestes estaban hechas de algún tipo de líquido continuo.
Más tarde en el mismo siglo, el mutakalim Adud al-Din al-Iji (1281-1355) rechazó el principio del movimiento uniforme y circular, siguiendo la doctrina de la teología Ash'ari del atomismo, que sostenía que todos los efectos físicos eran causados directamente por la voluntad de Dios y no por causas naturales. Sostuvo que las esferas celestiales eran «cosas imaginarias» y «más tenues que una tela de araña». Sus opiniones fueron desafiadas por al-Jurjani (1339-1413), quien sostenía que aunque las esferas celestiales «no tienen una realidad externa, son cosas que son correctamente imaginadas y corresponden a lo que existe en realidad».
Los astrónomos y filósofos medievales desarrollaron diversas teorías sobre las causas de los movimientos de las esferas celestiales. Intentaron explicar los movimientos de las esferas en términos de los materiales de los que se pensaba que estaban hechos, los motores externos tales como inteligencias celestiales, y los motores internos tales como almas motrices o fuerzas inculcadas. La mayoría de estos modelos eran cualitativos, aunque algunos incorporaron análisis cuantitativos que relacionaban velocidad, fuerza motriz y resistencia. A finales de la Edad Media, la opinión común en Europa era que los cuerpos celestes eran movidos por inteligencias externas, identificadas con los ángeles de la revelación. La esfera móvil más externa, que se movía con el movimiento diario que afectaba a todas las esferas subordinadas, era movida por un motor inmóvil, el primer motor, que se identificaba con Dios. Cada una de las esferas inferiores era movida por un motor espiritual subordinado (un reemplazo para los múltiples impulsores divinos de Aristóteles), llamado inteligencia.

### Renacimiento

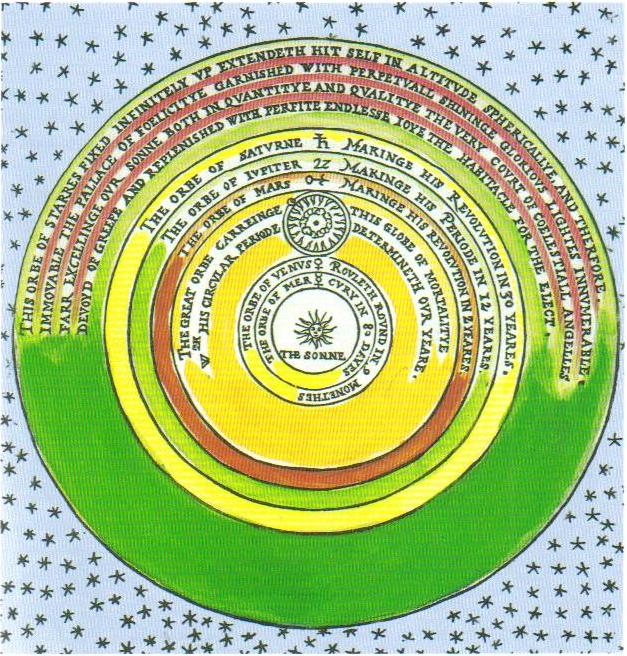
Modelo heliocéntrico copernicano de los orbes celestiales de Thomas Digges (1576).

A principios del siglo XVI Nicolás Copérnico reformó drásticamente el modelo de la astronomía desplazando a la Tierra de su lugar central a favor del Sol, pero llamó a su gran obra De revolutionibus orbium coelestium (Sobre los giros de los orbes celestes). Aunque Copérnico no trata en detalle la naturaleza física de las esferas, sus pocas alusiones aclaran que, como muchos de sus predecesores, aceptó esferas celestes no sólidas. Copérnico rechazó la novena y décima esferas, colocó el orbe de la Luna alrededor de la Tierra y movió el Sol desde su orbe al centro del mundo. Las órbitas planetarias rodeaban el centro del mundo en el orden: Mercurio, Venus, el gran orbe que contiene la Tierra y el orbe de la Luna, luego los orbes de Marte, Júpiter y Saturno. Finalmente, mantuvo la octava esfera estrellada, que sostuvo inmóvil.
El escritor inglés de almanaques, Thomas Digges, delineó las esferas del nuevo sistema cosmológico en su Perfit Description of the Caelestiall Orbes... (1576). Aquí organizó los «orbes» en el nuevo orden copernicano, expandiendo una esfera para llevar «el globo de mortalidad», la Tierra, los cuatro elementos y la Luna; y expandiendo la esfera estrellada infinitamente hacia arriba para abarcar todas las estrellas, y también para servir como «la corte del Gran Dios, el habitáculo de los elegidos, y de los ángeles celestiales».

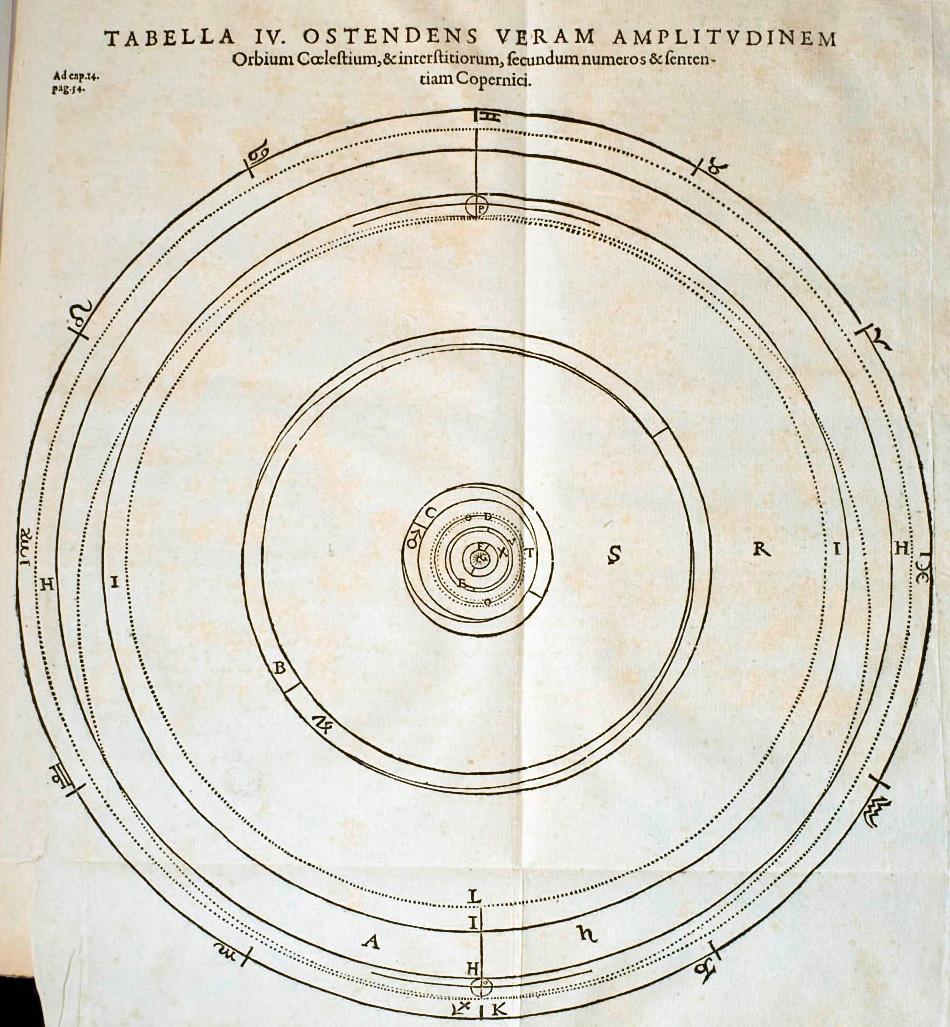
El diagrama de las esferas celestes de Kepler y de los espacios entre ellas, siguiendo la opinión de Copérnico (Mysterium Cosmographicum, 2.ª ed., 1621)

En el curso del siglo XVI, varios filósofos, teólogos y astrónomos —entre ellos Francesco Patrizi, Andrea Cesalpino, Pierre de la Ramée, Roberto Belarmino, Giordano Bruno, Jerónimo Muñoz, Michael Neander, Jean Pena y Christoph Rothmann— abandonaron la concepto de esferas celestiales. Rothmann argumentó a partir de las observaciones del cometa de 1585 que la ausencia de paralaje observado indicaba que el cometa estaba más allá de Saturno, mientras que la ausencia de refracción observada indicaba que la región celeste era del mismo material que el aire, por lo que no había esferas planetarias.
Las investigaciones de Tycho Brahe de una serie de cometas de 1577 a 1585, ayudada por la discusión de Rothmann del cometa de 1585 y las distancias tabuladas de Michael Maestlin del cometa de 1577, que pasó a través de los orbes planetarios, llevaron a Tycho a concluir que «los cielos eran muy fluidos y sencillos». Tycho se opuso a su visión a la de «muchos filósofos modernos» que dividieron los cielos en «varios orbes hechos de materia dura e impermeable». Edward Grant encontró relativamente pocos creyentes en esferas celestiales duras antes de Copérnico y llegó a la conclusión de que la idea primero se hizo común en algún momento entre la publicación de Copérnico De revolutionibus en 1542 y la publicación Tycho Brahe de su investigación cometaria en 1588.
En el temprano Mysterium Cosmographicum de Johannes Kepler, consideró las distancias de los planetas y los huecos consecuentes necesarios entre las esferas planetarias implicadas por el sistema copernicano, que había sido observado por su antiguo maestro, Michael Maestlin. La cosmología platónica de Kepler llenó las grandes lagunas con los cinco poliedros platónicos, que explicaban la distancia astronómica medida por las esferas. En su física celeste madura, las esferas eran consideradas como las regiones espaciales puramente geométricas que contenían cada órbita planetaria más que como las órbitas físicas giratorias de la física celeste anterior de Aristóteles. La excentricidad de la órbita de cada planeta definía así las longitudes de los radios de los límites interior y exterior de su esfera celeste y, por lo tanto, su espesor. En la mecánica celeste de Kepler, la causa del movimiento planetario se convirtió en el Sol giratorio, girado por su propio alma motivadora. Sin embargo, una esfera estelar inmóvil era un remanente duradero de las esferas celestiales físicas en la cosmología de Kepler.

## Expresiones literarias y simbólicas

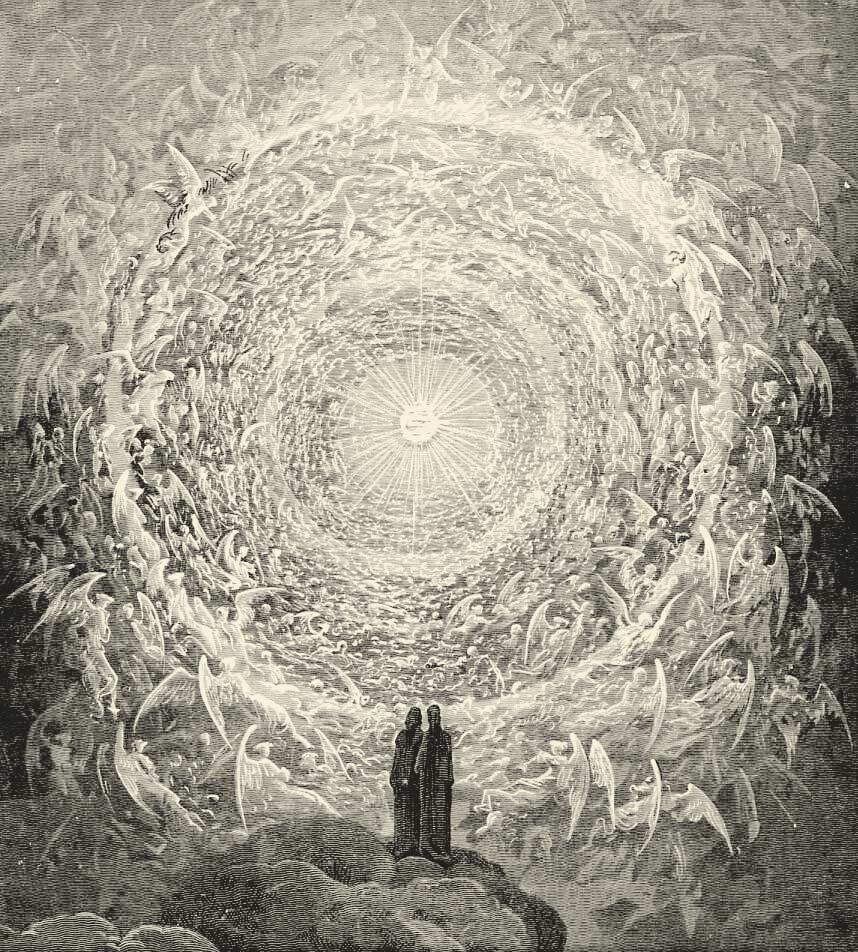
Dante y Beatriz contemplan el cielo más alto; de las ilustraciones de Gustave Doré de la Divina comedia, Paraíso, canto 28, líneas 16-39.

En el Sueño de Escipión de Cicerón, el mayor Escipión el Africano describe un ascenso a través de las esferas celestiales, en comparación con lo que la Tierra y el Imperio Romano disminuyen en insignificancia. Un Comentario al Sueño de Escipión del escritor romano tardío Macrobio, que incluía una discusión de las diversas escuelas de pensamiento sobre el orden de las esferas, hizo mucho para difundir la idea de las esferas celestes a través de la Edad Media.

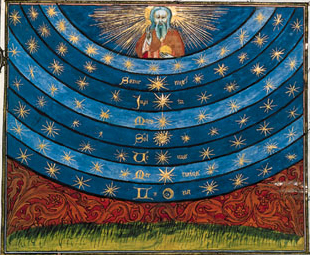
Nicolás Oresme, Le livre du Ciel et du Monde, París, BnF, Manuscrits, Fr. 565, f. 69, (1377).

Algunas figuras medievales tardías observaron que el orden físico de las esferas celestes era inverso a su orden en el plano espiritual, donde Dios estaba en el centro y la Tierra en la periferia. Cerca del comienzo del siglo XIV, Dante, en el Paraíso de su Divina comedia, describió a Dios como una luz en el centro del cosmos. Aquí el poeta asciende más allá de la existencia física al cielo Empíreo, donde se encuentra cara a cara con Dios mismo y se le da entendimiento de la naturaleza divina y humana. Más tarde en el siglo, el iluminador de Le livre du Ciel et du Monde, de Nicolás Oresme, una traducción y comentario del De caelo de Aristóteles producido para el patrón de Oresme, el rey Carlos V de Francia, empleó el mismo motivo. Dibujó las esferas en el orden convencional, con la Luna más cercana a la Tierra y las estrellas más altas, pero las esferas eran cóncavas hacia arriba, centradas en Dios, en lugar de cóncavas hacia abajo, centradas en la Tierra. Por debajo de esta figura Oresme cita los salmos que «Los cielos declaran la gloria de Dios y el firmamento muestra su obra».
La épica portuguesa de finales del siglo XVI Los lusiadas retratan vívidamente las esferas celestiales como una «gran máquina del universo» construida por Dios. El explorador Vasco da Gama se muestra las esferas celestes en forma de un modelo mecánico. Contrario a la representación de Cicerón, la gira de las esferas de Da Gama comienza con el Empíreo, luego desciende hacia la Tierra, culminando en un levantamiento de los dominios y divisiones de los reinos terrenales, magnificando así la importancia de los hechos humanos en el plan divino.